# Hoshino Gen
Hoshino Gen (星野 源 (Tinh Dã Nguyên)/ ほしの げん) sinh ngày 28 tháng 1 năm 1981 tại Warabi, Saitama, Nhật Bản. Anh là một diễn viên, ca sĩ kiêm sáng tác nhạc người Nhật Bản.

## Âm nhạc
Sự nghiệp của Hoshino bắt đầu từ năm 2000, Hoshino từng tham gia một ban nhạc ở quê nhà của anh mang tên "Sakerock", anh chơi guitar và mộc cầm. Ở đây, anh cùng họ sáng tác ra 10 albums nhạc. Sau này, anh chuyển sang vai trò là một ca sĩ độc lập (solo singer), anh bắt đầu sự nghiệp của mình bằng việc ra mắt album đầu tay Baka no Uta vào ngày 23 tháng 6 năm 2010. Physical single đầu tiên của anh "Kudaranai no Naka ni" (hạng 17 tại bảng xếp hạng của Oricon) được công bố vào ngày 2 tháng 3 năm 2011 và những singles khác như "Film", "Yume no Soto e", "Shiranai" (2012), "Gag" (2013) đều được xếp hạng trong top 10. Album thứ hai của anh Episode được công bố vào ngày 28 tháng 9 năm 2011 đạt đỉnh tại top 5, trong khi đó, album thứ ba của anh Stranger, được phát hành vào ngày 1 tháng 5 năm 2013 cũng đứng hạng 2 tại bảng xếp hạng của Oricon. Vào năm 2011, anh cùng với Yamaguchi Ichiro của ban nhạc Sakanaction điều hành một chương trình phát sóng qua hệ thống Ustream.

## Diễn xuất, sáng tác
Anh khởi đầu sự nghiệp diễn xuất của mình bằng việc diễn một vai phụ trong phim 69 của đạo diễn Lee Sang-il (dựa trên tiểu thuyết cùng tên của Murakami Ryū), anh thường diễn xuất tại các bộ phim truyền hình và kịch nói quy mô nhỏ ở Nhật Bản. Vào năm 2012, anh bắt đầu sự nghiệp diễn viên lồng tiếng của mình bằng việc lồng tiếng cho nhân vật Buddha (Phật) trong bộ anime cùng tên chuyển thể từ manga Saint Young Men của tác giả Nakamura Hikaru, anh cũng là người viết nhạc và sáng tác ca khúc chủ đề "Gag" cho phần movie của bộ phim này. Sau đó, anh trở lại diễn xuất với việc diễn một vai chính cùng với Kaho trong bộ phim điện ảnh Hakoiri Musuko no Koi (箱入り息子の恋, được bắt đầu chiếu vào ngày 8 tháng 6 năm 2013) và diễn vai Hashimoto Koji trong bộ phim điện ảnh "Sao không xuống địa ngục chơi" (Why Don't You Play in Hell?, ra mắt vào ngày 28 tháng 9 năm 2013). Anh bắt đầu trở nên nổi tiếng và được công chúng biết đến kể từ khi đảm nhiệm vai nam chính Tsuzaki Hiramasa, đóng cùng với Aragaki Yui (vai nữ chính Moriyama Mikuri) trong bộ phim truyền hình Nigeru wa haji da ga yaku ni tatsu (逃げるは恥だが役に立つ, "Bỏ chạy thì ngại nhưng mà cũng tốt") của đài truyền hình TBS dựa trên manga cùng tên. Cùng với bộ phim, bài hát chủ đề "Koi" (恋 - luyến ("tình yêu"), hay còn được biết đến với điệu nhảy Koi-dance) đứng đầu trong top 10 bản tình ca được yêu thích nhất Nhật Bản trong thế kỉ 21 do Music Station bình chọn và đứng hạng 3 trong bảng xếp hạng đĩa đơn Nhật Bản của năm (Japan Hot 100), ca khúc đã tạo nên một làn sóng vô cùng lớn về giải trí trong những tháng cuối năm 2016, theo kworb.net, Koi là một trong những ca khúc thịnh hành nhất ở YouTube Nhật Bản (với khoảng 1 triệu lượt xem mỗi ngày trong 3 tháng cuối năm), và là video có tổng lượt xem lớn nhất tính đến ngày 6/2/2016, điệu nhảy trên nền ca khúc cũng là một trong những điệu nhảy nổi tiếng tại Nhật Bản vào năm 2016.

## Cuộc sống, đánh giá

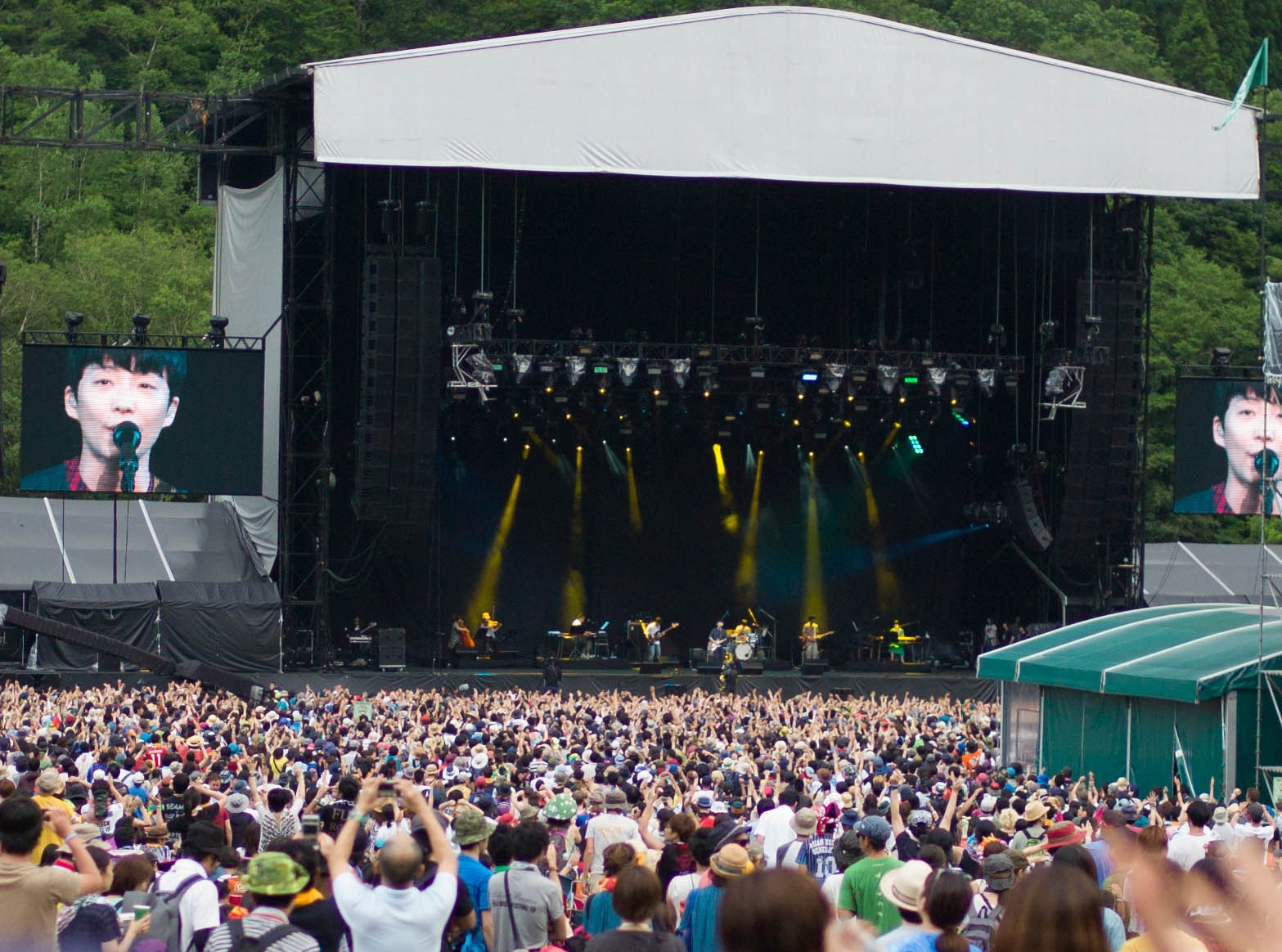
Hoshino Gen biểu diễn tại Fuji Rock Festival 2015

Hồi bé, Gen là một đứa bé nhút nhát, mắc bệnh sợ giao tiếp với người lạ. Anh thường bị bắt nạt ở trường và đã từng bỏ học cả tuần liền bằng cách giả vờ đi học rồi trốn vào nhà vệ sinh của siêu thị gần đó cả ngày. Anh đã từng có thời gian vài tháng trời không ra khỏi nhà khiến bố mẹ anh phải mời bác sĩ điều trị tâm lý. Thế nên những dạng vai lập dị hoặc có tâm lý không bình thường chỉ là chuyện nhỏ đối với anh. Có thể nói kinh nghiệm sống của anh rất phong phú.
Ngày 22 tháng 12 năm 2012, anh được chẩn đoán bị mắc chứng xuất huyết dưới màng nhện (subarachnoid hemorrhage), một chứng bệnh mà theo thống kê có đến 40% người tử vong trong tuần đầu tiên sau khi khởi phát và anh đã phải trải qua phẫu thuật. Anh chính thức xuất hiện trở lại trước công chúng trong sự kiện công bố giải thưởng Tokyo J-Wave được diễn ra vào ngày 28 tháng 2 năm 2013 .
Anh được các nhà báo, nhà phê bình đánh giá là không mấy điển trai, nhưng lại rất đa tài và tạo được sự gần gũi với người hâm mộ, Nhìn vào anh, dường như họ không thấy trước mặt mình là một "hoàng tử", "hiệp sĩ" hay "nam thần" mà họ nhìn thấy anh như một người bạn, người đồng nghiệp nam mà có thể bắt gặp ở bất cứ đâu, trong văn phòng công ty hay trên những chuyến xe điện ngầm. Anh không phải là một hình tượng, một giấc mơ được tạo ra bới các công ty giải trí mà thân thuộc như một con người bình thường.
Quan điểm sống của anh rất rõ ràng, sống để theo đuổi điều mà mình thích, dù cho có thất bại: thích hát thì thành lập ban nhạc, thích diễn xuất thì tham gia diễn kịch, đóng phim dù chỉ là vai "phụ của phụ", muốn bày tỏ suy nghĩ của mình thì viết sách. Khi đã thực sự yêu thích những việc mà mình làm thì điều đó thật là tuyệt vời. Hay như quan điểm của anh về hình thức: khi bạn tin vào bản thân và đẹp lên từ trong tâm thì người khác sẽ tự động nhận thấy vẻ đẹp hình thức của bạn. Suy nghĩ đó của anh đã truyền cảm hứng cho rất nhiều người.
Thể loại nhạc anh theo đuổi được anh đề cập và truyền bá là "Yellow Music". Đây là một thể loại âm nhạc kết hợp giữa J-Pop với âm nhạc của người da đen bên Mỹ với giai điệu vui vẻ, tươi sáng hợp cho các điệu nhảy. Người tiên phong ở Nhật cho thể loại này là nghệ sĩ Hosono Haruomi.
Ngày 19/5/2021, anh và Aragaki Yui, bạn diễn với anh trong phim Nigeru wa haji da ga yaku ni tatsu, đã tuyên bố kết hôn thông qua công ty quản lý của họ.
Nghệ sĩ yêu thích của anh là Ray Charles và Michael Jackson.

## Albums

#### Albums (độc lập)
|   | Ngày phát hành      | Tựa đề                       | Xếp hạng (theo Oricon) |
| - | ------------------- | ---------------------------- | ---------------------- |
| 1 | 23 tháng 6 năm 2010 | Baka no Uta (ばかのうた)     | 36                     |
| 2 | 28 tháng 9 năm 2011 | Episode (エピソード Episōdo) | 5                      |
| 3 | 1 tháng 5 năm 2013  | Stranger                     | 2                      |
| 4 | 2 tháng 12 năm 2015 | Yellow Dancer                | 1                      |

#### Bài hát (độc lập)
|   | Ngày phát hành       | Tựa đề                                            | Xếp hạng (theo Oricon) |
| - | -------------------- | ------------------------------------------------- | ---------------------- |
| 1 | 2 tháng 3 năm 2011   | "Kudaranai no Naka ni" (くだらないの中に)         | 17                     |
| 2 | 8 tháng 2 năm 2012   | Film" (フィルム Firumu)                           | 4                      |
| 3 | 4 tháng 7 năm 2012   | "Yume no Soto e" (夢の外へ)                       | 8                      |
| 4 | 28 tháng 11 năm 2012 | "Shiranai" (知らない)                             | 5                      |
| 5 | 8 tháng 5 năm 2013   | "Gag" (ギャグ Gyagu)                              | 4                      |
| 6 | 8 tháng 5 năm 2013   | "Why Don't You Play in Hell?" (地獄でなぜ悪い)    | 5                      |
| 7 | 11 tháng 6 năm 2014  | "Crazy Crazy/Sakura no Mori" (Crazy Crazy/桜の森) | 4                      |
| 8 | 27 tháng 5 năm 2015  | "SUN"                                             | 2                      |
| 9 | 5 tháng 10 năm 2016  | "Koi" (恋)                                        | 2                      |

#### Với ban nhạcSakerock
- Yuta (2003)
- Yuta (Renewal) (2003)
- Life Cycle (2005)
- Penguin Pull Pale Piles Sound Tracks 「Best」 (2005)
- Tropical Dōchū (トロピカル道中 Toropikaru Dōchū) (2006)

với Asa-Chang và Ren Takada tại Sakerock All Stars (サケロックオールスターズ)
- Songs of Instrumental (2006)
- Ojiisan-sensei (おじいさん先生) nhạc phim (OST) (2007)
- Penguin Pull Pale Piles #12: Yurameki (ペンギンプルペイルパイルズ#12「ゆらめき」 Pengin Puru Peiruzu #12 Yurameki) nhạc phim (OST) (2007)
- Honyarara (ホニャララ) (2008)
- Muda (2010)
- Sayonara (2015)

## Phim
Điện ảnh
- 69 (2004)
- Non-Ko (ノン子36歳（家事手伝い） Nonko 36-sai (Kaji-Tetsudai)?) (2008)
- The Shonen Merikensack (少年メリケンサック Shōnen Merikensakku?) (2009)
- Saint Young Men (2013). Buddha (lồng tiếng)
- Blindly in Love (箱入り息子の恋 Hakoiri Musuko no Koi?) (2013)
- Why Don't You Play in Hell? (2013)
- Love & Peace (2015), PC-300 (lồng tiếng)
- Dạo bước Phố Đêm (2017), Senpai (lồng tiếng)

Truyền hình
- Kōnodori (2016), Haruki Shinomiya
- Sanada Maru (2016), Tokugawa Hidetada
- Nigeru wa Haji da ga Yaku ni Tatsu (2016), Tsuzaki Hiramasa
- MIU404 (2020), Shima Kazumi

## Giải thưởng
| Năm  | Giải thưởng                      | Hạng mục          | Kết quả   |
| ---- | -------------------------------- | ----------------- | --------- |
| 2017 | Giải thưởng Elan d'or lần thứ 61 | Tân binh xuất sắc | Đoạt giải |